# STS-81
STS-81, voluit Space Transportation System-81, was een spaceshuttlemissie van de Atlantis naar het Russische ruimtestation Mir. Tijdens de missie werd het ruimtestation opnieuw bevoorraad. Tevens werd er onderzoek gedaan door de bemanning in de Spacehab-module.

## Bemanning
| Bevelhebber        | Michael Baker 4e ruimtevlucht  | Michael Baker 4e ruimtevlucht  |                                |                            |
| Piloot             | Brent Jett 2e ruimtevlucht     | Brent Jett 2e ruimtevlucht     |                                |                            |
| Missiespecialist 1 | Peter Wisoff 3e ruimtevlucht   | Peter Wisoff 3e ruimtevlucht   |                                |                            |
| Missiespecialist 2 | John Grunsfeld 2e ruimtevlucht | John Grunsfeld 2e ruimtevlucht | John Grunsfeld 2e ruimtevlucht |                            |
| Missiespecialist 3 | Marsha Ivins 4e ruimtevlucht   | Marsha Ivins 4e ruimtevlucht   | Marsha Ivins 4e ruimtevlucht   |                            |
| Missiespecialist 4 | Jerry Linenger 2e ruimtevlucht | John Blaha 5e ruimtevlucht     | John Blaha 5e ruimtevlucht     | John Blaha 5e ruimtevlucht |

## Media

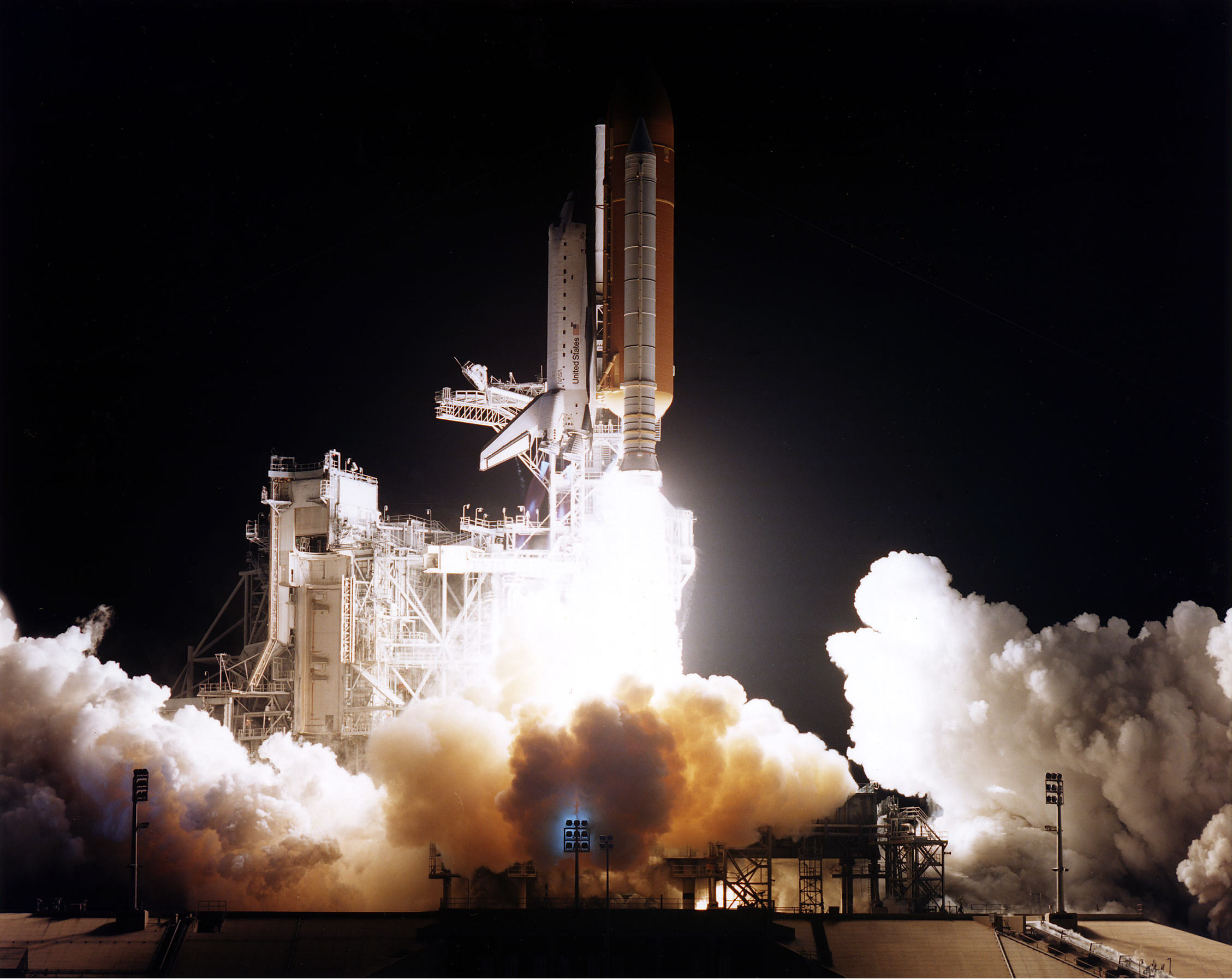
Lancering
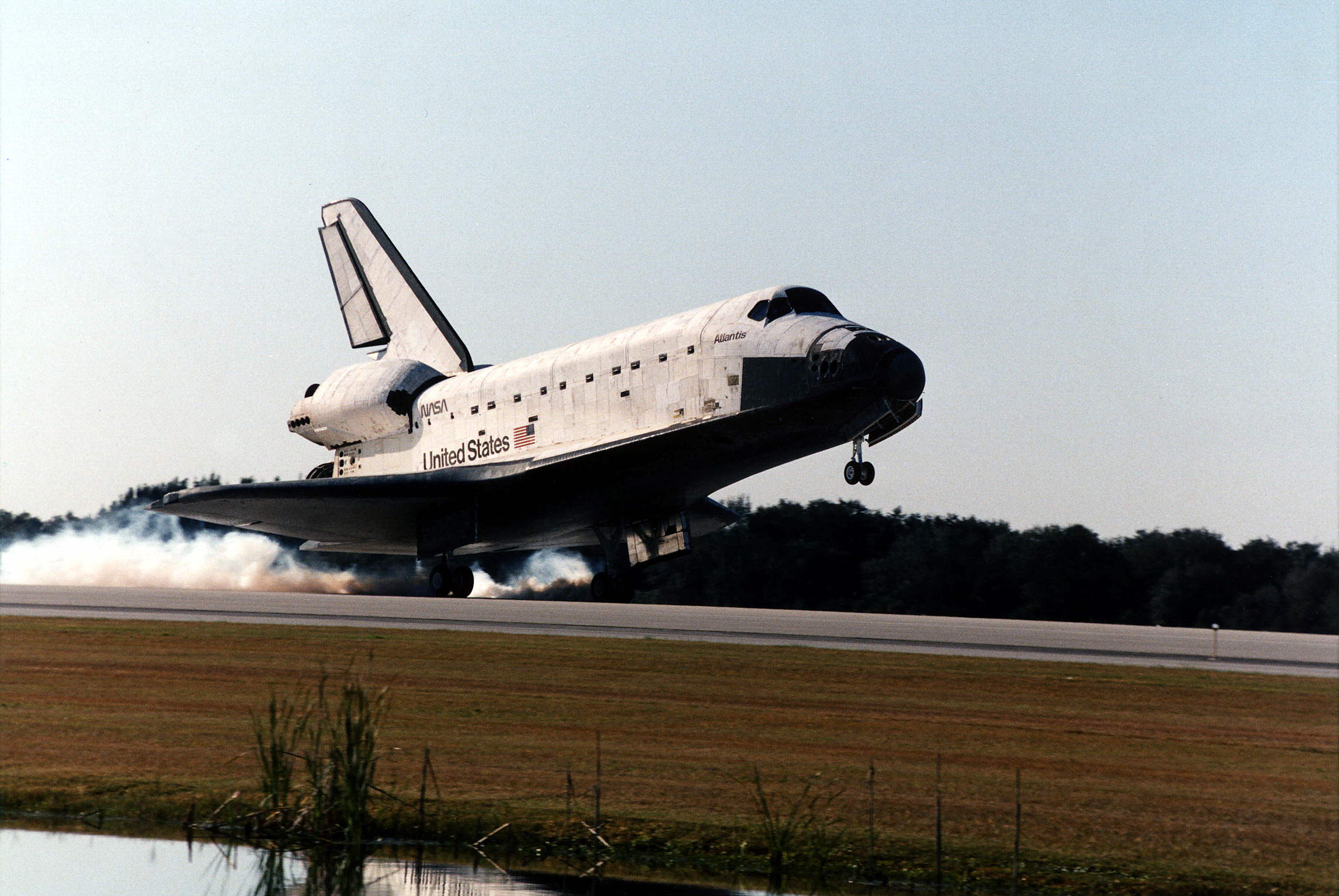
Landing

STS-51-J · STS-61-B · STS-27 · STS-30 · STS-34 · STS-36 · STS-38 · STS-37 · STS-43 · STS-44 · STS-45 · STS-46 · STS-66 · STS-71 · STS-74 · STS-76 · STS-79 · STS-81 · STS-84 · STS-86 · STS-101 · STS-106 · STS-98 · STS-104 · STS-110 · STS-112 · STS-115 · STS-117 · STS-122 · STS-125 · STS-129 · STS-132 · STS-135